# Robert Ellissen
Robert Ellissen (1872-1957)  est un industriel et collectionneur d'art français.

## Biographie
Fils d'Albert Ellissen et de Louise Raba, diplômé de l'École centrale (promotion 1894), il succède à son père dans l'activité gazière du groupe Ellissen comme administrateur-délégué de la Compagnie générale du gaz pour la France et l'étranger (C.G.F.E.). Il est également administrateur délégué de la Compagnie du gaz de Saint-Josse-ten-Noode (Belgique), président d'honneur de la Compagnie générale de Gaz et d'Electricité "Gazelec" (Belgique), administrateur-délégué de la Société du gaz d'Athènes, et administrateur-délégué de la Compagnie international du gaz (Salonique).
Collectionneur d'art et amateur de peinture, Robert Ellissen intègre l'association "La peau de l'Ours", créée par André Level en 1904,.
En raison de ses activités en Belgique, Robert Elissen est élevé à la dignité de Grand Officier de l'Ordre de Léopold II par le roi Baudouin Ier (1953).
Robert Ellissen est l'auteur de Le Gaz dans la vie moderne, Paris, Félix Alcan, 1933.